# Ватусси
Ватусси или ватуси — порода крупного рогатого скота, выведенная в Африке. Как и многие другие породы коров, она происходит от вымерших в XVII веке первобытных туров. Порода ватуси получена в результате скрещивания египетской породы коров и зебу.

## Описание
Масса самцов — до 800 кг, самок — до 550 кг.
Помимо большой массы, отличительной особенностью ватусси являются очень длинные рога — до 2,5 метра между оконечностями, которые пронизаны системой кровеносных сосудов и используются для терморегуляции при жаре. Кровь, циркулирующая по рогам, охлаждается потоками воздуха, и затем возвращается в тело и понижает его температуру.
Пищеварительная система ватусси способна перерабатывать очень грубую пищу, выдерживать ограниченное количество пищи и воды. Их живучесть позволила им не только просуществовать в Африке в течение столетий, но и распространиться на прочих континентах.
Обитают семьями, предводимыми самцом. Ночью зрелые ватуси охраняют молодых, ложась по окружности вокруг них.

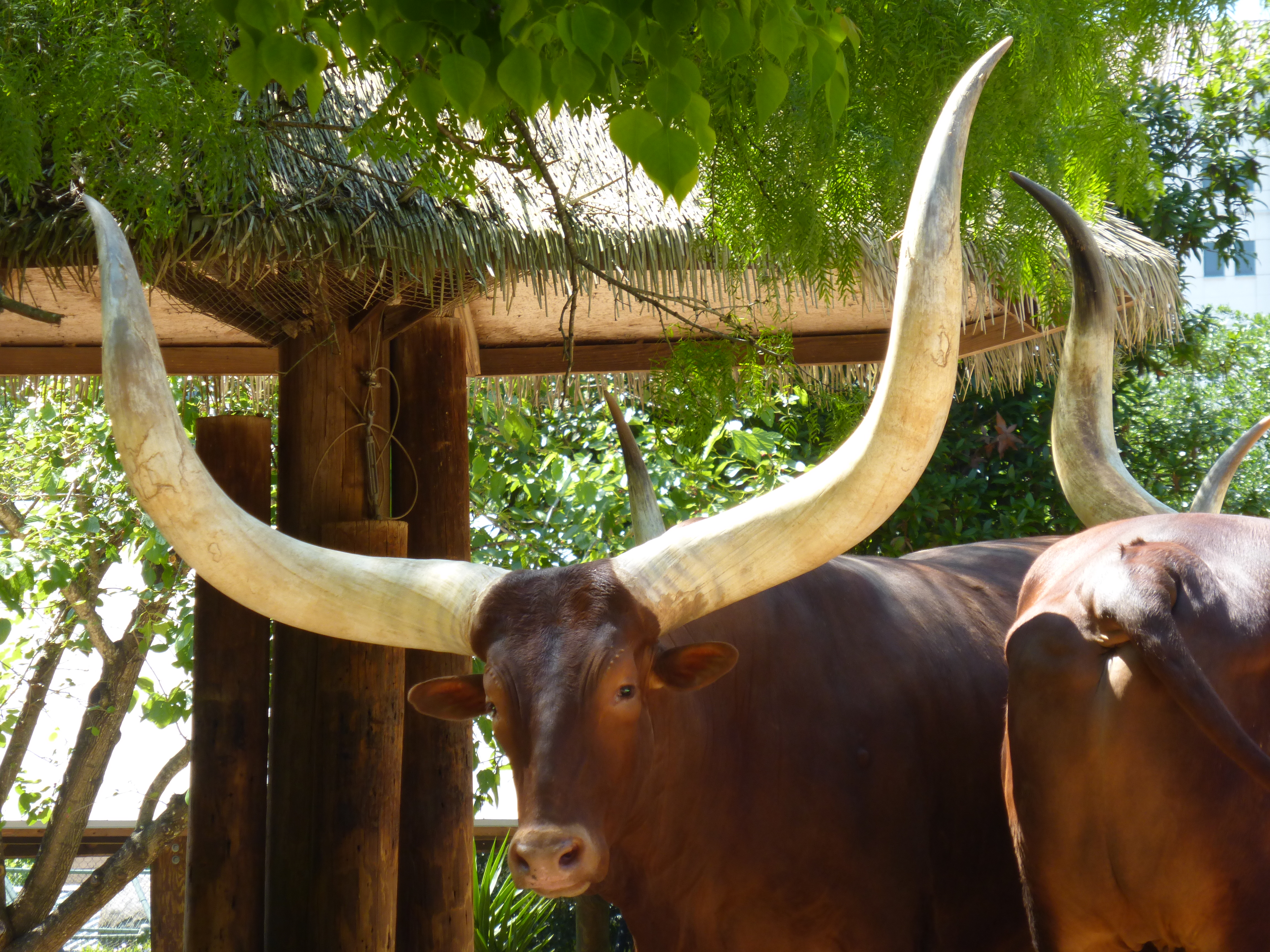

## Значение для человека
С древности ватусси играли важную роль в жизни многих племён Африки — тутси, анколе, бахима, баши, кигези, киву. Племя масаи не только разводит ватусси, но и употребляет в пищу их кровь, разведённую с молоком.
В Руанде, где длительное время правило племя тутси, ватусси были известны как «инсанга», то есть «однажды найденные» или «иньямбо», то есть «коровы с предлинными рогами».
В прежние времена экземпляры с самыми крупными рогами принадлежали королю или вождю племени и считались священными. И в начале 2020-х годов африканцы считают, что никто не вправе убить ватусси.

В 1960-х годах Уолтер Шульц привёз в Америку двух быков и одну корову, после чего ватусси быстро распространились по американскому континенту.